# Farrea spinulenta
Farrea spinulenta är en svampdjursart som beskrevs av James Scott Bowerbank 1875. Farrea spinulenta ingår i släktet Farrea och familjen Farreidae.
Artens utbredningsområde är havet utanför Libyen. Inga underarter finns listade i Catalogue of Life.